# Eupithecia apparatissima
Eupithecia apparatissima es una especie de polilla de la familia Geometridae. La especie fue descrita por primera vez por András Mátyás Vojnits habiendo sido descrita en 1988, con distribución en Nepal. El sintipo de la especie fue descrita en el parque nacional de Sagarmatha, distrito de Solukhumba, a una altura aproximada de 2550 metros (8366,1 pies). Basado en sus características morfológicas, la especie pertenece al grupo de especies undata.: 160 